# Філіп де Прето
Філіп де Прето  (фр. Philippe de Prétot; 1710 — 1787) — французький  географ та картограф.

## Життєпис
Народився в Парижі у 1710. Батько працював в інтернаті. Прето пішовши стопами батька, давав приватні уроки з історії та географії.

## Карти України
1771 р. Карта — «Carte de l'Ancien et du Nouveau Monde, Suivant une Projection Nouvelle, pour les Premieres Etudes; Dirigee par Mr. Philippe...» в атласі «Atlas Universel». В межах Московії показана Україна. На півдні України – Мала Тартарія. Кордон між Україною та Кримським ханством не проведено (Кримське ханство ввійшло в склад Росії лише в 1783 р.). На даній карті Кримське ханство показано як складова частина Росії..
1787 р. — чорно-білий варіант карти. Автори мапи – Філіп де Прето та Муріль Муаті (Maurille Antoine Moithey), гравер – Жан-Еммануель Джером Валле.